# Volksschule Greiseneckergasse - Schmetterlingsschule
Die Volksschule Greiseneckergasse ist eine Volksschule im 20. Bezirk in Wien.

## Architektur und Gebäude
Das Gebäude der Schule steht unter Denkmalschutz (Listeneintrag).

## Pädagogische Arbeit, Ausstattung und Angebote
In der Schule werden viele Kinder aus verschiedenen Nationen unterrichtet. Um alle mehrsprachigen Schüler optimal zu fördern und zu fordern, steht jedem Lehrer ein Begleitlehrer zur Verfügung, um vor allem jene mit nichtdeutscher Muttersprache integrativ im Team mit muttersprachlichen Lehrern (Türkisch, Bosnisch, Kroatisch, Serbisch) zu betreuen. Allen Schülern mit nichtdeutscher Muttersprache wird eine Intensivförderung durch einen Sprachförderlehrer angeboten. Weiteres hat die Schule Förderlehrer, die sich intensiv um Kinder mit speziellen Lernproblemen kümmern, sowie einen Sprachheillehrer. Besonders begabte Schüler werden von einem speziell ausgebildeten Lehrer in Begabungsförderungskursen betreut.
Die Volksschule Greiseneckergasse – hat eine Klasse der Vorschulstufe mit 21 Schülern und 13 Klassen der 1. bis 4. Schulstufe mit 293 Schülern (Stand: 2023/24).
Im Gebäude befindet sich eine Mittelschule mit fremdsprachlichem Schwerpunkt sowie ein öffentlicher Hort und ein Kindergarten.
Im Jahr 2013 wurde die Schule mit dem Anerkennungspreis zum Österreichischen Schulpreis ausgezeichnet.